# Temporada do Clube de Regatas do Flamengo de 2018/Fatos marcantes/Outros
Estas são os fatos marcantes relacionados a outros assuntos do Clube de Regatas do Flamengo na temporada de 2018.

## Fatos marcantes

### Outros

#### Jogadores

##### Guerrero
Reapresentação
A partir de janeiro de 2018, o atacante Guerrero foi proibido de usar as dependências do Flamengo, em função da suspensão pela FIFA — que iria até 3 de maio. Até dezembro de 2017, ele cumpriu suspensão preventiva e, assim, não se apresentou junto com o grupo, em 13 de janeiro, já que não poderia usar o Ninho do Urubu, nem treinar em separado, como vinha fazendo até então. De longe, o clube supervisionou as atividades, já que o contrato é válido até agosto de 2018.
Suspensão do contrato
Em 14 de janeiro, o clube anunciou a suspensão do contrato com o atacante, conforme previsto no próprio contrato e na Lei Pelé. A decisão do departamento jurídico teve validade enquanto o peruano não podia exercer as atividades profissionais, ou seja, até o final da suspensão imposta pela FIFA. Assim, apenas o salário não foi pago, mas direitos de imagem e "luvas" continuam sendo pagas até o fim do vínculo com o Flamengo.
WADA recorre contra redução
Em 14 de fevereiro, a imprensa peruana noticiou que a Agência Mundial Antidoping (WADA) planejava apelar contra a redução da pena do jogador peruano na Corte Arbitral do Esporte (CAS). A suspensão inicial aplicada pela FIFA foi de um ano, mas foi reduzida para seis meses, pelo tribunal de apelação da própria entidade. Com esta redução, o atacante poderia participar da Copa do Mundo de 2018, na Rússia.
TAS amplia suspensão
Em 14 de maio, o Tribunal Arbitral do Esporte (TAS) ampliou a suspensão do atacante peruano para 14 meses. A decisão, em última instância, era definitiva, não cabendo mais recursos. Como já havia cumprido seis meses de suspensão, o atacante só poderia voltar a atuar em oito meses, ou seja, somente em 2019.
Efeito suspensivo no Tribunal Federal da Suíça
Em 31 de maio, o Tribunal Federal da Suíça (TFS) concedeu efeito suspensivo a decisão do TAS. Desta forma, o atacante pode disputar a Copa do Mundo pela Seleção Peruana.
| “                                          | Efeito suspensivo requerido por Paolo Guerrero garantido pelo presidente da I Divisão Civil da Corte Federal garante a Apelação do jogador peruano de futebol Paolo Guerrero contra a decisão ainda não resolvida do Tribunal Arbitral do Esporte (TAS), um efeito suspensivo superprovisório. O aumento da punição do TAS de seis para 14 meses por quebrar o regulamento anti-doping da FIFA não tem, por ora, efeito. | ” |
| — Comunicado do Tribunal Federal da Suíça, | |   |

TAS e o efeito suspensivo
Também em 31 de maio, o Tribunal Arbitral do Esporte (TAS) informou, em nota, que não se opunha ao recurso do atacante junto ao Tribunal Federal da Suíça (TFS). No entanto, a liberação do jogador dependia da decisão da Justiça suíça.
Reapresentação
Em 2 de julho, após a eliminação da Seleção Peruana da Copa do Mundo, Guerrero se reapresentou ao Flamengo.
Consulta à CBF
Em 12 de julho, após nova consulta à CBF — o clube enviou uma consulta em 28 de junho — a liberação de Guerrero para disputar partidas pelo Campeonato Brasileiro, seguia indefinida. Entretanto, a entidade não foi clara em relação a questão e pediu que as dúvidas do clube fossem esclarecidas junto ao Tribunal Federal da Suíça. Em função dessa falta de esclarecimento da CBF, o clube decidiu recorrer ao Superior Tribunal de Justiça Desportiva (STJD) com um mandado de garantia.
Liberação do TAS
Em 17 de julho, o TAS divulgou uma nota informando que, enquanto a decisão do Tribunal Federal da Suíça não for revertida, o atacante estava liberado para jogar. Entretanto, o Flamengo aguardava uma liberação oficial da FIFA e da CBF para escalar o peruano.
| “                          | A suspensão permanecerá em espera até que o Tribunal Federal Suíço decida suspendê-la ou, no mais tardar, no final do processo do recurso perante o Tribunal Federal, se o recurso for indeferido. Enquanto a suspensão estiver em espera, Paolo Guerrero pode jogar por sua equipe e país normalmente. | ” |
| — Nota divulgada pelo TAS, | |   |

Liberação da CBF
Em 18 de julho, o Flamengo recebeu e-mail do TAS com a liberação para o atacante. Uma cópia foi enviada ao Departamento Jurídico da CBF, que liberou a participação do peruano, a partir da partida contra o São Paulo, que foi realizada à noite, no Maracanã.

#### Mudanças no Departamento de Futebol
Após a derrota por 1–0 para o Botafogo, pela semifinal do Campeonato Carioca, e da atuação da equipe ser classificada como "vergonhosa", pelo vice-presidente de Futebol do clube, Marcelo Lomba, o Departamento passou por uma série de mudanças. O diretor-executivo de futebol, Rodrigo Caetano, o treinador Paulo César Carpegiani, os auxiliares-técnicos Rodrigo Carpegiani e Jayme de Almeida, o preparador físico Marcelo Martorelli e o gerente de futebol Mozer foram demitidos.
Notas oficiais do clube
| “                                                                              | O Clube de Regatas do Flamengo comunica que Rodrigo Caetano não é mais diretor-executivo de futebol. A decisão foi tomada em comum acordo com a diretoria na tarde desta quinta-feira (29). | ” |
| — Trecho do comunicado oficial do clube sobre a demissão do diretor-executivo, | |   |

| “                                                                                           | O Flamengo informa que Paulo César Carpegiani não é mais técnico do Flamengo. O treinador deixa o clube acompanhado de seu auxiliar-técnico, Rodrigo Carpegiani. | ” |
| — Trecho do comunicado oficial do clube, com a demissão do trienador e do auxiliar-técnico, | |   |

| “ | O Flamengo informa que Mozer, Jayme de Almeida e Marcelo Martorelli não fazem mais parte do corpo técnico do Flamengo. Com isso, Maurício Barbieri comandará os treinamentos até a definição do novo técnico. | ” |
| — Trecho do comunicado oficial do clube sobre a demissão do gerente de futebol, do auxiliar-técnico e do preparador físico, | |   |

Nota de Rodrigo Caetano
| “                                                                  | Gostaria de agradecer ao Clube de Regatas do Flamengo por tudo que me proporcionou nesses três anos e três meses de muito trabalho e dedicação integral, visando o crescimento da instituição, tanto dentro quanto fora de campo. Ao presidente Eduardo Bandeira de Mello e ao CEO Fred Luz, o meu muito obrigado pela parceria e comprometimento em prol de uma gestão transparente e profissional. | ” |
| — Trecho da nota divulgada por Rodrigo Caetano sobre sua demissão, | |   |

Nota de Carpegiani
| “                                                               | Nação Rubro Negra Nestes três meses de Flamengo, pude reviver momentos maravilhosos e emocionantes ao lado desse grupo profissional e dessa gigantesca torcida. Nesse período, conquistamos 11 vitórias em 17 jogos. Tivemos apenas três derrotas, sendo a última a primeira com a equipe titular. Em minha terceira passagem pelo Fla, conquistamos a Taça Guanabara, fazendo um dos melhores inícios de temporada e deixando o Clube como líder do seu grupo na Copa Liberadores da América. Agradeço a diretoria e a toda Nação Rubro Negra pelo apoio, incentivo e oportunidade. Vida longa ao Flamengo e sua apaixonada torcida! | ” |
| — Nota divulgada por Paulo César Carpegiani sobre sua demissão, | |   |

Novo diretor executivo
Em 31 de março, o clube anunciou Carlos Noval, responsável desde 2010 pela base do Flamengo — ainda na gestão de Patrícia Amorim — como o novo diretor executivo de futebol. Durante a sua gestão, foram três títulos da Copa São Paulo de Futebol Júnior (2011, 2015 e 2018).
| “ | Queria agradecer a confiança da diretoria. Estou muito honrado e preparado para dar continuidade a um processo que todos nós estamos construindo juntos, dando sequência ao que o Rodrigo começou. | ” |
| — Carlos Noval, em entrevista coletiva, em 2 de abril, após o treinamento realizado no Ninho do Urubu, | |   |

#### Acordo com o Maracanã
O Conselho Deliberativo do clube votou e aprovou, em 12 de junho, o contrato assinado com o Maracanã até o fim de 2022 (quatro anos e meio). O contrato prevê o pagamento, pelo Flamengo, de 15 por cento da renda bruta pelo aluguel, com o valores entre 200 mil e 700 mil reais por jogo. O rubro-negro será o responsável por toda a operação da partida, assim como a exploração comercial de espaços do estádio e terá participação na receita de camarotes e bares.
A empresa Esportecom pagará fixos 80 mil reais por jogo, mas ficará com a exploração das áreas publicitárias e dos camarotes. O restante do valor ficará com o clube, que pagará 120 mil reais mesmo para os jogos de menor "apelo" (onde a renda poderá não render ao clube este valor).
A multa rescisória para ambas as partes (Flamengo e Maracanã) é de seis milhões de reais, mas não haverá multa no caso de uma nova licitação ou uma nova concessão do estádio.
O contrato também prevê um mínimo de 25 jogos por ano, sendo clássicos estaduais e nacionais, partidas da Copa Libertadores e fases decisivas de outras competições, a partir das quartas de final. Para este ano (2018), o número mínimo de partidas será 11.

#### Morro da Viúva
Em 22 de junho, o clube anunciou que oficializou a negociação com a RJZ Cyrela da venda do edifício Hilton Santos, conhecido como "Morro da Viúva". A escritura pública definitiva foi lavrada entre as partes na Gávea. Os valores não foram divulgados, mas estima-se que o valor pago ao clube seja em torno de 26 milhões de reais. Além disso, o rubro-negro permanecerá com 30 por cento do empreendimento. O valor recebido terá como destino as obras do novo módulo do CT do Ninho do Urubu, com previsão de conclusão em novembro.
| “                                                                            | Este é um passo importantíssimo, mais uma conquista de extrema relevância na área patrimonial do clube, na medida em que, além do pagamento inicial, será feito um investimento, pela RJZ Cyrela, na ordem de 115 milhões de reais no retrofit completo do prédio, permanecendo o Flamengo como proprietário de 30 por cento das unidades, que serão entregues completamente reformadas, valorizadas, em um empreendimento emblemático, que será uma referência para a cidade | ” |
| — Alexandre Wrobel, vice-presidente de patrimônio, no site oficial do clube, | |   |

#### Fim da Ilha do Urubu
Em 6 de julho, o clube anunciou a rescisão do contrato para uso da "Ilha do Urubu" — o estádio Luso-Brasileiro, na Ilha do Governador — com a Portuguesa-RJ. A rescisão foi motivada pela acordo com o Maracanã, aprovado em junho pelo Conselho Deliberativo, já que não faria sentido financeiro manter as duas estruturas. O objetivo da Ilha do Urubu era que o clube evitasse viagens quando o Maracanã e o Engenhão não estivessem disponíveis, quando o acordo foi assinado, em 2017. Nada foi mencionado sobre multa contratual a ser paga a Portuguesa. Também segundo o clube, as demandas judiciais existentes relativas a queda da torre de iluminação, não sofrerão interferência, ou seja, seguem em curso.
| “                                                                        | O acordo com a Portuguesa foi assinado em janeiro de 2017 para que o Flamengo pudesse mandar seus jogos no Rio de Janeiro e evitar o desgaste das viagens constantes que marcaram o ano de 2016, quando o Maracanã e o Engenhão não estavam disponíveis para o clube, além de ter exercido um papel importante na negociação junto ao Maracanã. (...) O Flamengo gostaria de agradecer a parceria da Associação Atlética Portuguesa, uma vez que o Luso-Brasileiro foi importante para o desenvolvimento técnico do time profissional de futebol e acolheu muito bem a torcida rubro-negra. Novos projetos em conjunto com o clube da Ilha do Governador serão bem-vindos no futuro. | ” |
| — Trechos da nota oficial do Flamengo sobre a rescisão com a Portuguesa, | |   |

#### Suspensão de Kléber Leite
Reunião do Conselho Deliberativo
Em 2 de agosto, a reunião do Conselho Deliberativo definiu pela suspensão do ex-presidente do clube Kléber Leite do quadro associativo do clube por 10 meses. O motivo foi o empréstimo de 6 milhões de reais, em 1995, para a contratação do ex-atacante Edmundo, obtido com o Consórcio Plaza — criado para a construção de um shopping na Gávea, que nunca saiu do papel. Foram 110 votos a favor da suspensão, 92 contrários e dois em branco.
Liminar da Justiça
Em 5 de setembro, a juíza Critian de Araújo Goes Lajchter, da 17ª Vara Cível, deferiu "antecipação dos efeitos da tutela", em caráter liminar, em favor de Kléber Leite suspendendo, assim, a punição imposta pelo Conselho Deliberativo, em agosto. Na decisão, a magistrada marcou para 10 de outubro, audiência entre representantes do clube e o ex-mandatário.